# Knut Posse (död 1595)
Knut Axelsson Posse, död 1595, var en svensk riddare, riksråd, lagman och ståthållare över Västergötland samt häradshövding över Dal.

## Biografi
Knut Posse var son till Axel Posse och Anna Axelsdotter (Vinstorpaätten). Han låg 2 maj 1547 i borgläger på Brunnsbo gård i Åsaka socken och blev 17 februari 1558 häradshövding i Dals härad. Posse förseglade bland adeln jämte din bröder Nils och Lage kung Gustav Vasas testamente 1560 och ständernas bevillning 1561. Han blev 19 december 1567 slottsloven på Läckö slott och avlade 18 augusti 1568 trohetsförsäkran till kung Johan III. Posse skrev under arvföreningen 26 januari 1569 och till i januari 1569 tillförordnat riksråd. Han var från augusti 1569 till 1592 ordinarie riksråd och blev 1569 ståthållare på Dal.
Posse blev 10 juli 1569 slagen till riddare vid Johan III:s kröning och fick 18 maj 1570 befallning att uppbyggda Gullbergs fäste. Han blev 29 april 1573 ståthållare i Västergötland och underskrev 27 januari 1582 rådets och adelns försökran med avseende på stadgan om kunglig och furstlig rättighet. Posse deltog 1587 i hertig Karl:s förhandlingar med kung Johan III. Han var från 1589 lagman i Smålands lagsaga. Han blev 12 augusti 1589 landshövding i Västergötland. Posse avled 1595och begravdes i Tuns kyrka. Arvskifte efter han och hans hustru hölls 6 februari 1597.

### Egendom
Posse ägde Såtenäs i Tuns socken, Hellekis och Ro i Mjällby socken. Han ägde 1577 familjeegendomen Nordhankaer (Nordkärr) i Holms socken, vilken han fick konfirmation av kung Johan III 1582.

### Familj
Posse gifte sig 1552 på Hellekis med Ebba Göransdotter (Forstenasläkten) (död 1582), dotter till Göran Lindormsson (Forstenasläkten) och Agneta Nilsdotter (halvmåne).  Ebba Göransdotter var änka efter Erik Andersson (tre ekblad). Posse och Ebba Göransdotter fick tillsammans barnen Brita Posse (1554–1602) som var gift med rådet, friherre Bengt Gabrielsson (Oxenstierna), rikskammarrådet Jöran Knutsson Posse (1556–1616),  häradshövdingen Jöns Posse (1557–1596) i Närdinghundra härad, Nils Posse (1558–1627), hovjunkaren Axel Posse (1560–1612), Erik Posse (född 1564), häradshövdingen Lindorm Posse i åsa härad och Anna Posse.